# Ronald van Dam
Ronald van Dam (Utrecht, 10 mei 1966) is een Nederlandse sportjournalist en -commentator. 
Nadat Van Dam zijn gymnasium B afrondde begon hij in 1984 op de School voor de Journalistiek. In 1988 treedt Van Dam als verslaggever in dienst bij het Utrechts Nieuwsblad. In eerste instantie legt Van Dam zich vooral toe op economie. Vanaf 1990 begint Van Dam voor het Utrechts Nieuwsblad over sport te schrijven. 
In 1995 verliet Van Dam na zeven jaar Utrechts Nieuwsblad. Tussen 1995 en 2003 werkte hij voor Canal+. Bij Canal+ werd Van Dam commentator en deed hij onder andere verslag van basketbal, honkbal, American football en de Formule 1. 
Vanaf 2003 gaat Van Dam aan de slag bij Sanoma. In eerste instantie als redacteur voor Formule 1-magazine, later was Van Dam binnen Sanoma ook actief als chef sport, hoofdredacteur en voor Panorama. Vanaf medio 2006 is Van Dam actief als freelance journalist. Veel van zijn eerdere werkzaamheden voert hij na 2006 nog steeds uit. Hij was onder andere te horen als commentator bij de Formule 1 in Langs de Lijn en was hij in 2009 samen met Ruben van der Meer te horen op Comedy Central als commentator van Takeshi's Castle. 
Sinds 2010 is Van Dam actief als perschef voor de NBB. Hij schrijft ook columns.
In 2013 kwamen de uitzendrechten van de Formule 1 in handen van de Nederlandse betaal-tv-dienst Sport1. Naast Sport1 zou ook Veronica de rechten krijgen voor enkele races. 
Olav Mol stelde als eis dat hij op locatie het commentaar bij de Formule 1-races zou geven. Toen Veronica voor de Grote Prijs van Canada begin juni op deze eis terugkwam, nam Mol ontslag. Mol werd vervangen door Van Dam. Uiteindelijk werd er toch een akkoord bereikt en Sport1 nam Mol vanaf de Grote Prijs van Groot-Brittannië tijdelijk terug in dienst. Mol verzorgde dat seizoen, op de Grote Prijs van Duitsland na, alle Europese races vanop locatie van live commentaar. Van Dam verzorgde commentaar van de overige races.